# Magic of Love (Perfumeの曲)
「Magic of Love」（マジック オブ ラブ）は、Perfumeの18枚目のシングル。2013年5月22日にPerfume Records / ユニバーサルJから発売された。

## 解説
前作「未来のミュージアム」以来約3か月ぶりのシングル。表題曲は、カンロ「ピュレグミ」CMソング。また、Perfume初の試みとして、ライブDVD「Perfume WORLD TOUR 1st」と同時にリリースされた。

## 収録曲

### CD
| 全作詞・作曲・編曲: 中田ヤスタカ。 |                                                                                                |              |              |      |
| #                                  | タイトル                                                                                       | 作詞         | 作曲・編曲   | 時間 |
| 1.                                 | 「Magic of Love」(カンロ「ピュレグミ」CMソング、日本テレビ系スッキリ!!2013年5月度テーマソング) | 中田ヤスタカ | 中田ヤスタカ | 3:40 |
| 2.                                 | 「Handy Man」                                                                                  | 中田ヤスタカ | 中田ヤスタカ | 4:08 |
| 3.                                 | 「Magic of Love -Original Instrumental-」                                                      | 中田ヤスタカ | 中田ヤスタカ | 3:41 |
| 4.                                 | 「Handy Man -Original Instrumental-」                                                          | 中田ヤスタカ | 中田ヤスタカ | 4:08 |
| 合計時間:                          | 合計時間:                                                                                      | 15:37        |              |      |

DVD（初回限定盤のみ）
1. Magic of Love -Video Clip-